# Fernando Donis
Fernando Donis es un arquitecto mexicano establecido en Holanda, México y Dubái. Nació en La Paz, Baja California Sur, México. Es el fundador de DONIS, una oficina internacional de arquitectura que "enmarca" las ciudades, las teoriza y las proyecta. A través de la investigación y los proyectos, DONIS participa en el desarrollo sin precedentes de las ciudades de este siglo. Entre 2000 y 2008, Donis fue estrecho colaborador de Rem Koolhaas en la Oficina de Arquitectura Metropolitana (OMA). 
Fernando Donis es el diseñador de la CCTV de 2002 de OMA. Headquarters en Pekín. Fundada en 2009, DONIS está actualmente desarrollando y construyendo varios proyectos, y también ha ganado premios internacionales como el primer premio del Premio de Arquitectura ThyssenKrupp en 2009 entre 926 propuestas, con el Dubai Frame, en construcción; el primer premio de un concurso para el Palacio Nacional de Justicia en París; y el primer premio para el diseño de un emblema olímpico para Londres 2012.
El nuevo aeropuerto internacional de Jeddah en Arabia Saudí, las torres Porsche Design en Dubái y la torre Dubai Renaissance son algunos otros proyectos de los que estuvo a cargo.

## Arquitectura
Donis es el diseñador de la torre de la sede central de la CCTV en Pekín, el nuevo aeropuerto internacional de Jeddah en Arabia Saudí, las torres Porsche Design de Dubai y la torre Dubai Renaissance. Ha estado a cargo de muchos otros proyectos y planes maestros.
La London Gate (2012) es la obra ganadora del concurso convocado por el estudio de Róterdam Donis para diseñar un hito temporal en Aldgate, al este de Londres. La estructura se encargó para celebrar los Juegos Olímpicos y Paralímpicos de Londres 2012.
Una de las obras más notables de Donis es el Dubai Frame. El Dubai Frame presentaba dos torres paralelas unidas por una plataforma de observación, una forma similar al hito temporal que se había diseñado previamente para Londres. Donis ha presentado una demanda en un tribunal federal estadounidense contra el Ayuntamiento de Dubái y ThyssenKrupp Elevator, alegando que nunca recibió ni un contrato ni una compensación por su diseño.
En 2021, Donis fue seleccionado como ganador de un proyecto de propuesta para crear una nueva topografía habitable en la que los seres humanos y la naturaleza puedan coexistir. Este proyecto se llamó Dezeen's Redesign the World Competition powered by Twinmotion El concepto de ciudad marco de Donis pretende reparar el daño causado a la naturaleza y al bienestar de las personas por un siglo de rápida urbanización.
Cada ciudad de alta densidad está diseñada para albergar a un millón de personas. Está formada por estructuras escalonadas en forma de montaña hechas de madera laminada cruzada, que se construirían para enmarcar los paisajes naturales. Se abandonarían las carreteras y los vehículos privados en favor de infraestructuras peatonales y ciclistas. También se ha planificado cuidadosamente la ciudad para garantizar que los servicios y comodidades necesarios estén a menos de 15 minutos a pie o en bicicleta de los domicilios.

## Logros
Donis obtuvo su máster en la Architectural Association de Londres. Tiene un doctorado en Arquitectura de la TU Delft en los Países Bajos, con su tesis que se publicará en el próximo libro FRAME. Es diseñador principal en OMA (Office for Metropolitan Architecture), explorando proyectos en Oriente Medio, Europa y México.
Donis fue seleccionado como una de las treinta personas más prometedoras e influyentes de México en 2011 por CNN Expansión. En 2015 fue seleccionado por la Secretaría de Relaciones Exteriores de México como uno de los mexicanos más creativos en el extranjero. En 2021, Donis fue seleccionado como el ganador de un proyecto de propuesta para crear una nueva topografía habitable en la que los seres humanos y la naturaleza puedan coexistir. Este proyecto se llamó Dezeen's Redesign the World Commpetition powered by Twinmotion